# 3910 Liszt
3910 Liszt è un asteroide della fascia principale. Scoperto nel 1988, presenta un'orbita caratterizzata da un semiasse maggiore pari a 2,7936473 UA e da un'eccentricità di 0,1324783, inclinata di 8,69525° rispetto all'eclittica.
È dedicato al compositore ungherese Franz Liszt.